# 贡德海姆
贡德海姆是德国莱茵兰-普法尔茨州的一个市镇。总面积4.61平方公里，总人口910人，其中男性427人，女性483人（2011年12月31日），人口密度197人/平方公里。